# Horst Wessel (Philosoph)
Horst Wessel (* 16. August 1936 in Wuppertal; † 4. April 2019 in Berlin) war ein deutscher Logiker.

## Leben
Horst Wessel war Sohn eines Arbeiters und wurde 1942 zusammen mit seinem Bruder Harald Wessel nach Ufhoven bei Langensalza evakuiert. Von 1954 bis 1989 gehörte er der SED an. 1954 machte er das Abitur und studierte anschließend bis 1959 Philosophie an der Humboldt-Universität zu Berlin. Von 1959 bis 1964 arbeitete er in der Studentenabteilung des Zentralrats der Freien Deutschen Jugend. Anschließend studierte er bei Alexander Sinowjew an der Lomonossow-Universität in Moskau. Nach der Promotion wurde er 1967 Oberassistent und 1971 Dozent und Leiter des Bereichs Logik an der Sektion marxistisch-leninistische Philosophie der Humboldt-Universität zu Berlin. Nach der Habilitation wurde er 1976 Professor für Logik an der Sektion marxistisch-leninistische Philosophie der Humboldt-Universität zu Berlin. Ab 1993 war er Professor für Logik am Institut für Philosophie der Humboldt-Universität zu Berlin. 2001 wurde er emeritiert. Horst Wessel starb am 4. April 2019 in Berlin.

## Werk
Horst Wessel war einer der engsten Mitarbeiter von Alexander Sinowjew, dank ihm sind die zentralen Arbeiten Sinowjews frühzeitig ins Deutsche übersetzt worden. Er hat die Arbeiten an Sinowjews Konzeption der Logik nach dessen Aussiedelung an seinem Lehrstuhl in Berlin fortgeführt. Die Ergebnisse der von ihm geleiteten Gruppe Logiker erschließen sich aus dem Band Komplexe Logik – Symposium zu Ehren von Alexander Sinowjew.
Unter anderem empfand Wessel Ex falso quodlibet als paradox und versuchte, ein alternatives System zu begründen. Er versuchte Sprachregelungen der Form „X kommt die Eigenschaft Y zu“ („Prädikationstheorie“).
In seinem Buch Logik behauptete er etwa (Kapitel 12.2):

„Wenn ein Elektron positiv geladen ist, so hat die Erde die Form eines Würfels […] ist nicht wahr, da man sie weder aus einem Experiment oder einer Beobachtung noch aus einer logischen Folgebeziehung noch aus anderen Aussagen gewinnen kann.“

## Schriften
- (mit Alexander Sinowjew) Logische Sprachregeln. Eine Einführung in die Logik. Deutscher Verlag der Wissenschaften, Berlin 1975; W. Fink, München/Salzburg 1975, ISBN 3-7705-1264-2.
- Logik. VEB Deutscher Verlag der Wissenschaften, Berlin 1984. 4., grundlegend überarbeitete Auflage: Logos, Berlin 1998, ISBN 3-89722-057-1.
- Antiirrationalismus. Logisch-philosophische Aufsätze. Logos, Berlin 2003, ISBN 3-8325-0266-1.

Veröffentlichungsliste in: Komplexe Logik – Symposium zu Ehren von Alexander Sinowjew (Wissenschaftliche Zeitschrift der Humboldt-Universität zu Berlin. Reihe Geistes- und Sozialwissenschaften. Bd. 41). Humboldt-Universität, Berlin 1992, ISBN 3-86004-109-6, S. 118 ff.